# 鄭國
鄭国是中國歷史上春秋戰國時代的一個諸侯國，國君為姬姓，伯爵。

## 历史

### 早期
前806年，周厲王少子，周宣王弟王子友于郑（今陕西华县的东方）建國，成为郑国第一代君主，是为郑桓公。
鄭國初為周王朝的畿內諸侯，周室衰微，鄭桓公積極謀尋全身之策，不與周室共存亡。他問史伯：「王室多故，余懼及焉。與其何所（處）可以逃死？」史伯說：「王室將卑，戎狄必昌，不可偪也！」他接着仔細分析了當時形勢，只有「濟、洛、河、穎之間」（濟水、洛水、黃河、穎水）比较安全，那里没有大国，虢（指东虢，位于今河南郑州。位于今河南陕县的为西虢；另外还有位于今陕西的小虢，春秋初年為秦國所滅）、鄶國兩個小國國君，「皆有驕侈怠慢之心」，稍加武力或賄賂，就可以對付。
鄭桓公聽從史伯建議，利用自己王朝大臣的身份，通過向虢、郐之君贿赂，取得十邑之地作为新郑国之在东方的立足点。
当周室东迁，郑国的郑武公和郑庄公亦相继为王朝大臣，他們常借天子之名行兼併之實，兼併了周边的一些小诸侯国，包括虢、郐两国。郑国由畿内诸侯成为畿外诸侯。

### 鼎盛
郑国的东面是鲁、宋，西北是成周、晋，东北是卫，西南就是陈、蔡、许和楚，周围还有许多姬姓、姜姓、偃姓、嬴姓及其他姓的小國，正如《国语·郑语》所说：“是非王之支子母弟甥舅也，则皆蛮荆戎狄之人也。”
周室东迁时，郑、晋都尽了保卫的责任。由于晋国不久分裂为翼（晋）和曲沃两部分，内战频仍，所以王室不得不依靠虢和郑，其都曾以诸侯而兼王室的卿士。郑武公、郑莊公对周的态度都很骄横无礼，平王很不满意，想把权力分一半给虢。莊公知道后，责问平王，平王竭力否认，以致“周郑交质”（即互相交换质子，郑国以世子郑昭公，周王室以太子王子狐），并进行战争。周天子的权威已扫地殆尽了。
郑国充份利用王室大臣的身份，经常利用王室之名为自己谋私利。郑国兼并了周边的小国，侵夺许国，干涉宋、卫、鲁等国，还助齐国赶走入侵的北狄。鄭莊公之时的郑国，俨然是春秋初年第一大国。

### 衰落

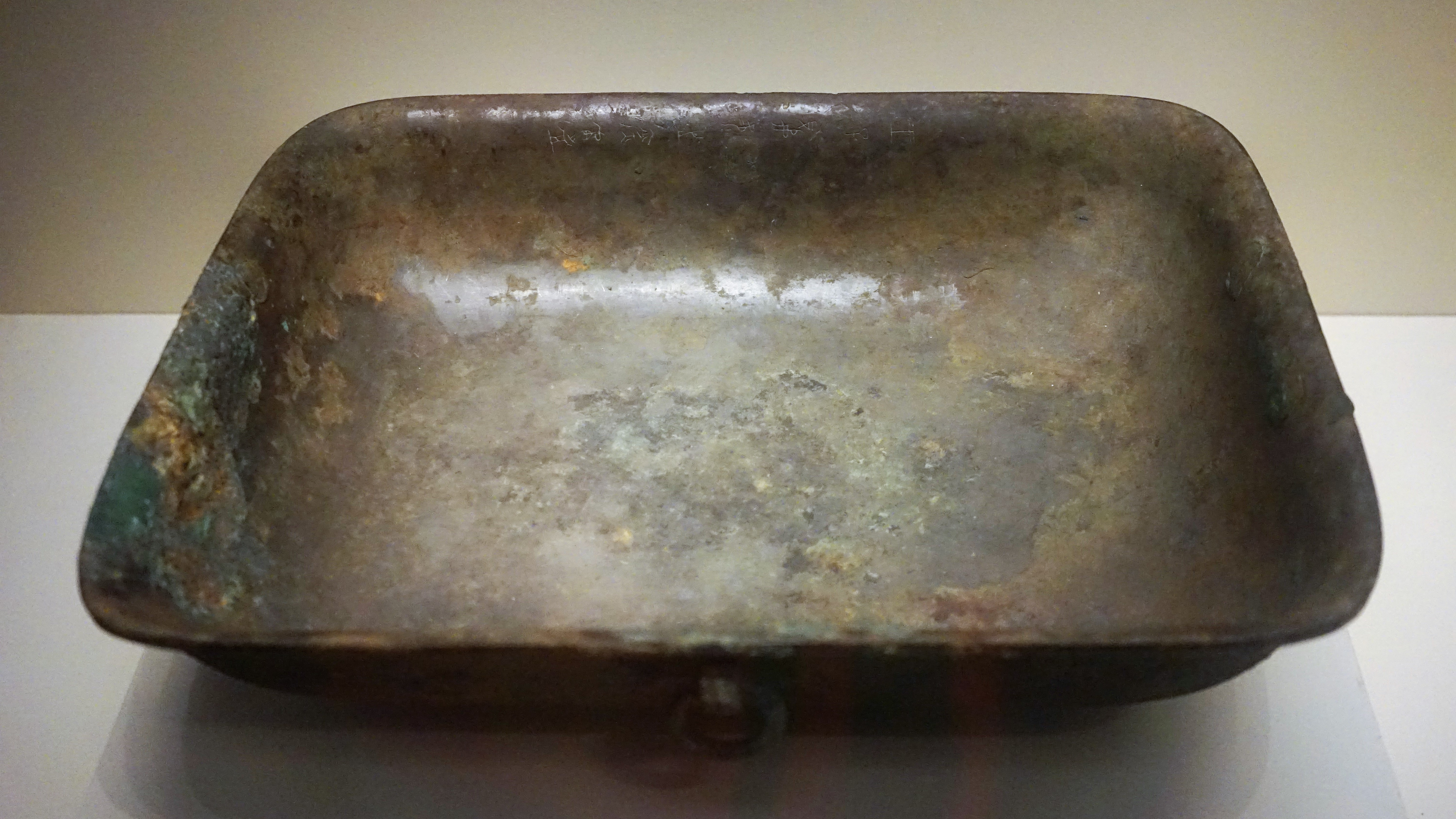
“王子婴次”青铜炉，新郑用的燎炉（供烘烤或取暖用的爐子）。新郑李家楼出土。

郑庄公多宠子。在其死后，郑国即陷入内乱。郑昭公即位后不久，权臣祭仲入宋时为公子突岳父雍氏所迫，改立公子突为郑国国君，公子突是为郑厉公。郑昭公逃到了卫国。不久，郑厉公不满祭仲专权，谋杀祭仲。事泄，祭仲杀雍纠，迎郑昭公复位。但郑昭公与高渠弥有私怨，在一次狩猎时，高渠弥射杀昭公。然高渠弥与祭仲不敢迎郑厉公复位，于是立公子亹为君，是为郑子亹。齐襄公会诸侯于首止，郑子亹去参加会盟，高渠弥相礼。结果齐襄公杀郑子亹，高渠弥逃回。祭仲与高渠弥迎公子婴于陈，立为国君，是为郑子婴。不久，齐国攻郑，郑子婴被杀，郑厉公由边邑入郑，复位。
经过几次君位争夺，郑国国势大不如前，而周边列强则纷纷而起。南方的楚国早已不尊周王室号令，求加爵位不成之后自立为王，并大肆兼并汉水诸姬，直接面对郑国。而北方的晋国，曲沃一族对晋国公室的斗争取得了绝对优势。齐国则实行了改革，齐桓公开始称霸。郑国位置处于四战之地，无险可守，且夹于大国之间。因此列强争霸，常把郑国作为战场。在对外政策中，郑时而亲楚，时而亲晋，但大多数时期亲楚。
郑国自郑襄公开始，七穆轮流执政，掌控国家大权，而郑国国君则势力大衰。七穆执政时期，只有子产（郑穆公之孙，又称国侨或公孙侨，子产是他的字）当国时采取灵活的外交策略，郑国得以取得喘息之机，国力稍稍有所恢复。但子产之后，郑国仍复如旧，国家已势不可为。
前712年，郑、秦、晋三国伐许，许国战败，退居原许国东偏。前697年，东偏的许国趁郑国内乱，夺回故地。但是不久郑国于前665年和627年，郑国两次伐许。之后前588年、前577年和前576年，郑国三次伐许，许都以割地请和。前576年，许国长期为郑国所逼，只好远离旧许，迁至楚方城外的叶，寻求楚的保护。之后许虽然在其他各国帮助下复国，但是最终于前504年为郑国所灭。

### 灭亡
进入战国，郑国仍然得以苟延残喘。此时郑国最大之敌人已经是新兴的韩国。然郑国仍内乱内斗不止。郑哀公为国人所杀，共公、幽公相继而立。韩国攻郑，杀幽公。于是国人立幽公之弟公子骀为君，是为郑繻公。韩非则称郑国发生了太宰欣取郑事件，此事详情已难以考证。郑繻公在位时，与韩国的战争互有胜负，而且形势曾一度好转。繻公十五年，韩伐郑，取郑之雍丘；繻公十六年，败韩于负黍；繻公二十三年，围韩阳翟。
鄭繻公二十五年（前398年），郑国再次内乱。郑繻公杀其相子阳，而子阳之党又杀繻公。郑国这时根本不需要外国来灭也会自己灭亡。子阳之时，郑国已经一分为三。郑君乙二年，郑负黍反，归韩，十一年，取阳城，二十一年（前376年）韩灭郑。

### 郑国七穆
郑国“七穆”，是指郑穆公兰的子孙，其中包括良氏、游氏、国氏、罕氏、驷氏、印氏、丰氏。由于同出自郑穆公，因此把这七家统称为七穆。七穆自郑襄公开始轮流把持了郑国军政大权，成为郑国实际的统治者。因此他们往往与鲁国的三桓并称。
- 良氏：公子去疾，字子良，其后为良氏。代表人物有公孙辄（子耳）、良宵（伯有）、良止
- 国氏：公子发，字子国，其后为国氏，代表人物有子产（名侨，称国侨或公孙侨）；
- 驷氏：公子騑，字子驷，其后为驷氏，代表人物有子西（即公孙夏）
- 罕氏：公子喜，字子罕，其后为罕氏，代表人物有公孙舍之，以及舍之子罕虎、罕魋。
- 丰氏：子丰，名平，其后为丰氏，代人的有公孙段、丰卷。
- 游氏：公子偃，字子游，其后为游氏，代表人物有公孙虿、公孙楚、游眅（子明）、游吉（子大叔）
- 印氏：子印，其后为印氏，主要代表人物有公孙黑肱（子张）、印段、印癸

## 鄭國君主列表及在位年份
| 諡號   | 姓名 | 在位年數 | 在位時間                |
| 鄭桓公 | 友   | 在位36年 | 前806年-前771年         |
| 鄭武公 | 掘突 | 在位27年 | 前770年-前744年         |
| 鄭莊公 | 寤生 | 在位43年 | 前743年-前701年         |
| 鄭昭公 | 忽   | 在位数月 | 前701年                 |
| 鄭厲公 | 突   | 在位4年  | 前700年-前697年         |
| 鄭昭公 | 忽   | 在位2年  | 前696年-前695年（復位） |
| 鄭子亹 | 亹   | 在位7月  | 前694年                 |
| 鄭子嬰 | 嬰   | 在位14年 | 前693年-前680年         |
| 鄭厲公 | 突   | 在位7年  | 前679年-前673年（復位） |
| 鄭文公 | 踕   | 在位45年 | 前672年-前628年         |
| 鄭穆公 | 蘭   | 在位22年 | 前627年-前606年         |
| 鄭靈公 | 夷   | 在位1年  | 前605年                 |
| 鄭襄公 | 堅   | 在位18年 | 前604年-前587年         |
| 鄭悼公 | 沸   | 在位2年  | 前586年-前585年         |
| 鄭成公 | 睔   | 在位14年 | 前584年-前571年         |
| 鄭僖公 | 髡頑 | 在位5年  | 前570年-前566年         |
| 鄭簡公 | 嘉   | 在位36年 | 前565年-前530年         |
| 鄭定公 | 寧   | 在位16年 | 前529年-前514年         |
| 鄭獻公 | 躉   | 在位13年 | 前513年-前501年         |
| 鄭聲公 | 勝   | 在位38年 | 前500年-前463年         |
| 鄭哀公 | 易   | 在位8年  | 前462年-前455年         |
| 鄭共公 | 丑   | 在位32年 | 前455年-前424年         |
| 鄭幽公 | 已   | 在位1年  | 前423年                 |
| 鄭繻公 | 駘   | 在位27年 | 前422年-前396年         |
| 鄭康公 | 乙   | 在位21年 | 前395年-前375年         |

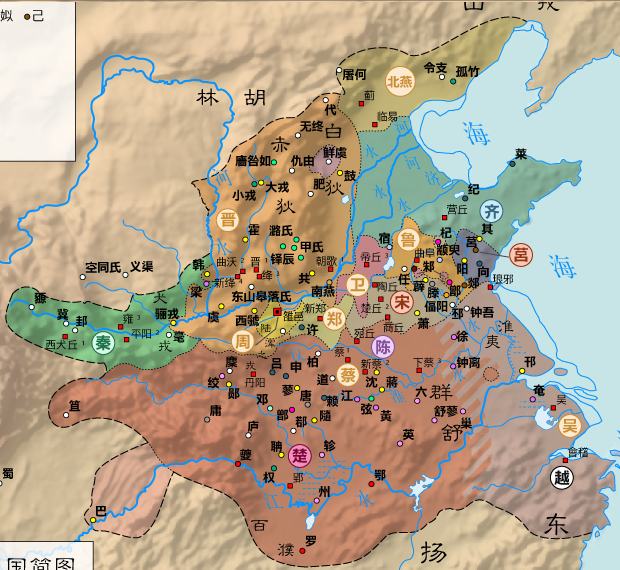
鄭國位于列国中部

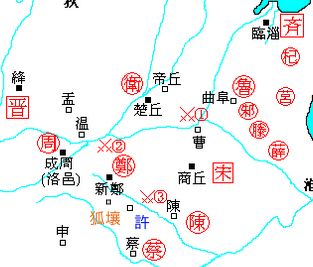
鄭國位置

注：鄭共公在位年数據楊寬《戰国史料編年輯証》作了修正。

## 其他人物

### 公子
- 共叔段，一作大叔段，鄭武公子
- 子人語，鄭莊公子，後為子人氏
- 世子華，鄭文公子
- 子臧，鄭文公子
- 公子士，鄭文公子
- 公子瑕，鄭文公子
- 公子俞彌，鄭文公子
- 公子喜，字子罕，鄭穆公子，後為罕氏，七穆之一
- 公子騑，字子駟，鄭穆公子，後為駟氏，七穆之一
- 子豐，鄭穆公子，後為豐氏，七穆之一
- 公子偃，字子游，鄭穆公子，後為游氏，七穆之一
- 子印，鄭穆公子，後為印氏，七穆之一
- 公子發，字子國，鄭穆公子，後為國氏，七穆之一
- 公子去疾，字子良，鄭穆公子，後為良氏，七穆之一
- 公子嘉，字子孔，鄭穆公子，後為孔氏
- 士子孔，鄭穆公子，後為士孔氏
- 子然，鄭穆公子，後為然氏
- 公子揮，字子羽，鄭穆公子，後為羽氏
- 公子繻，襄公子
- 原繁
- 公子呂，字子封
- 公孫閼，字子都
- 檀伯
- 子帶
- 公子班，字子如
- 公子駹
- 公子閼
- 子狐
- 子熙
- 子侯
- 子丁
- 孫叔
- 孫知
- 孫擊
- 孫惡
- 公孫獲
- 公子歸生，字子家
- 公子宋，字子公
- 公子魚臣，一作濮叔
- 公子鰌
- 叔申
- 叔禽
- 公孫肹
- 公孫登
- 公孫林

### 公族
太叔氏
- 大叔段
- 公孫滑，大叔段子
- 公父定叔，公孫滑子

子人氏
- 子人語
- 子人九

良氏
- 公子去疾
- 公孫輒，字子耳，去疾子
- 良霄，字伯有，公孫輒子
- 良止，良霄子

游氏
- 公子偃，宣子
- 游桓子公孫蠆，字子蟜，公子偃子
- 公孫楚，字子南，公子偃子
- 游昭子游眅，字子明，公孫蠆子
- 游吉，公孫蠆子
- 游良，游眅子
- 游速，游吉子

罕氏、馬師氏
- 公子喜
- 罕桓子公孫舍之，字子展，公子喜子
- 公孫鉏，公子喜子
- 罕朔，公孫鉏子，後為馬師氏
- 罕虎，字子皮，罕桓子子
- 罕魋，罕桓子子
- 罕嬰齊，字子齹，罕虎子
- 罕武子罕達，字子姚或子賸

駟氏
- 駟武子公子騑
- 駟襄子公孫夏，字子西，公子騑子
- 公孫黑，字子晢，公子騑子
- 印，公孫黑子
- 驷定子駟帶，字子上，公孫夏子
- 駟獻子駟乞，字子瑕，公孫夏子
- 駟偃，字子游，駟帶子
- 駟絲，駟偃子
- 駟莊子駟歂，駟乞子
- 駟桓子駟弘，字子般，駟歂子（《左傳》哀二十七、《六國年表》）
- 駟秦
- 駟子陽，鄭相（《鄭世家》、《六國年表》）

國氏
- 國惠子公子發
- 國成子公孫僑，字子產，公子發子（《姓氏書辨證》卷22）
- 國桓子國參，即桓子思，字子思，子產子（《左傳》哀二十七、《姓氏書辨證》卷22）
- 國武子國珍，字子玉，國參子（《姓氏書辨證》卷22）
- 國顯莊子國卑，字子樂·國珍子（《姓氏書辨證》卷22）

豐氏
- 公子平
- 豐景伯公孫段，字伯石，公子平子
- 豐卷，字子張，公孫段子
- 豐施，字子旗，公孫段子

印氏
- 印悼子公子睔
- 公孫黑肱，字子張，公子睔子
- 印獻子印段，字子石，黑肱子
- 印堇父，印段子
- 印癸，印段子

羽氏
- 公子揮
- 公孫申，揮子
- 羽頡，一作馬師頡，申子

孔氏
- 公子嘉
- 公孫泄
- 孔張，一作公孫申，字子張

士孔氏
- 士子孔
- 子良

然氏
- 子然
- 然丹，一作鄭丹，字子革，子然子
- 然明，一作鬷明

### 諸氏族
皇氏
- 皇武子
- 皇戌
- 皇耳
- 皇辰
- 皇頡

石氏
- 石楚
- 石首
- 石制，字子服
- 石㚟，一作石盂
- 石甲父，一作石癸

尉氏
- 尉止
- 尉翩，尉止子

司氏
- 司臣
- 司齊

堵氏
- 堵叔
- 堵女父
- 堵狗

侯氏
- 侯宣多
- 侯羽
- 侯獳
- 侯晉

泄氏
- 泄駕，一作泄伯
- 泄堵寇

高氏
- 高渠彌
- 高克

樂氏
- 樂耳
- 樂成

鄧氏
- 鄧廖
- 鄧析

王子氏
- 王子伯廖
- 王子伯駢

孔氏
- 孔叔，一作師叔
- 孔將鉏

樂人師氏
- 師悝
- 師觸
- 師筏
- 師慧

祝卜
- 祝款
- 裨灶

### 其他
- 潁考叔
- 祭仲，即祭足
- 祝聃
- 雍糺
- 傅瑕
- 強鉏
- 宛茷
- 良佐
- 叔詹
- 聃伯
- 申侯
- 佚之狐
- 燭之武
- 商人弦高
- 鄭賈人
- 外僕髠屯
- 共仲
- 伯蠲
- 姚勾耳
- 唐苟
- 子師僕
- 宛射犬
- 裨諶
- 僕展
- 馮簡子
- 尹何
- 渾罕，字子寬
- 富子
- 屠擊
- 豎拊
- 里析
- 商成公
- 許瑕
- 郟張
- 鄭羅
- 子上
- 列禦寇（《列子》）

### 女性
- 武姜，鄭武公夫人
- 鄧曼，鄭莊公夫人，生公子忽
- 雍姞，鄭莊公妾，生鄭厲公
- 媯氏，鄭昭公夫人
- 文芈，鄭文公夫人
- 姜氏，鄭文公妾
- 燕姞，鄭文公妾，生鄭穆公
- 江女，鄭文公妾，生公子士
- 蘇女，鄭文公妾，生子瑕、俞彌
- 陳媯，子儀妾，与鄭文公生子華、子臧
- 圭媯，鄭穆公妾
- 姚子，鄭穆公妾，生鄭靈公
- 二姬，鄭文公女

## 延伸阅读
[在维基数据编辑]
 《史記/卷042》，出自司馬遷《史記》